# 2004 BX159
2004 BX159, também escrito como 2004 BX159, é um asteroide do cinturão principal, com uma magnitude absoluta de 16,8 e, com um diâmetro em torno de 1,2 km.

## Descoberta
2004 BX159 foi descoberto no dia 20 de janeiro de 2004 através do Observatório Paranal.

## Órbita
A órbita de 2004 BX159 tem uma excentricidade de 0,14699 e possui um semieixo maior de 2,5306 UA. O seu periélio leva o mesmo a uma distância de 2,1586 UA em relação ao Sol e seu afélio a 2,9026 UA.

## História
Com um arco de observação de apenas 3 dias, o periélio foi determinado como sendo de 1,5 ± 3 AU, acreditava-se que o mesmo pudesse ser um asteroide cruzador de Marte por causa da órbita pouco conhecida após a descoberta, e, portanto, foi listado na tabela de risco da Sentry como uma possível ameaça à Terra.
Em observações precovery em dados de arquivo do Telescópio Canadá-França-Havaí em Mauna Kea foi identificado no início de 2014, resultando em uma melhora dramática da sua exatidão orbital, suficiente para reconhecer o objeto como um asteroide regular do cinturão principal, não representando qualquer perigo para a Terra.
O objeto foi posteriormente vinculado pelo Minor Planet Center com observações adicionais relatadas desde 1997, e agora tem uma órbita bem estabelecida com um arco de observação de 16 anos.